# طب عسكري

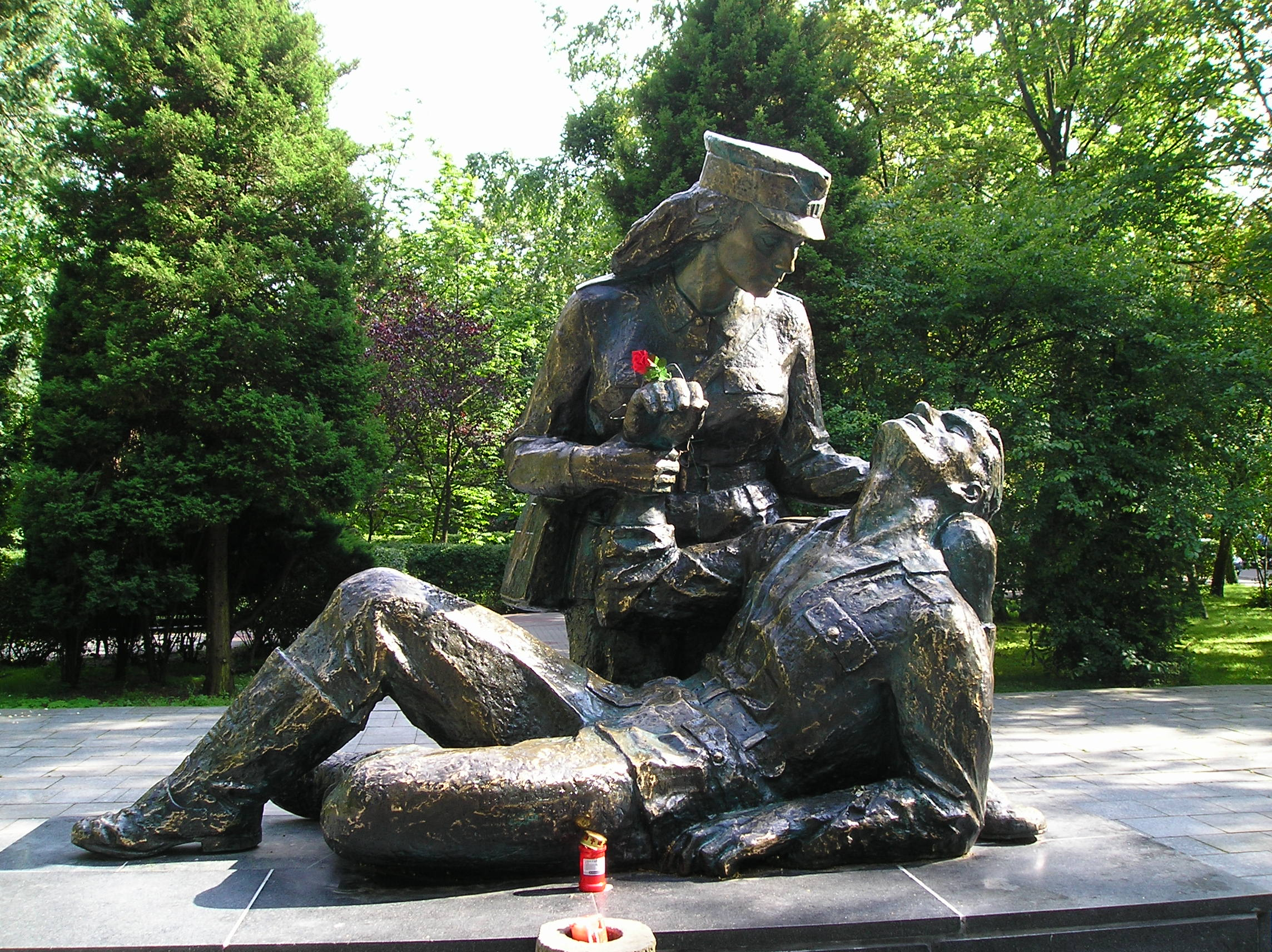
تمثال لممرضة في كولوبجيغ في بولندا

الطب العسكري هو فرع من الطب يُعنى دراسة سُبُل الوقاية والعلاج لدى الجنود في السلم والحرب.
ويكون بعدة رتب عسكرية.
يملك مصطلح الطب العسكري عدة دلالات المحتملة. فقد يعني:
- تخصص طبي، يعد تحديدًا فرع من الطب المهني يهتم بالمخاطر والاحتياجات الطبية (الوقائية والتدخلية) للجنود والبحارة وأفراد الخدمة الآخرين. تضمن هذه المجال المتباين تاريخيًا الوقاية والعلاج من الأمراض المعدية (خاصةً الأمراض المدارية)، تضمن في القرن العشرين، بيئة العمل والتأثيرات الصحية لتشغيل الآلات والمعدات العسكرية الخاصة مثل الغواصات، والدبابات، والمروحيات والطائرات. يمكن فهم طب الغوص وطب الفضاء والطيران باعتبارها تخصصات فرعية للطب العسكري، أو نشآ على هذا النحو. تجيز عدة بلدان فقط «الطب العسكري» أو تعترف به كتخصص رسمي أو تخصص فرعي في حد ذاته.
- تخطيط وممارسة الإدارة الجراحية لإصابات المعركة الجماعية والاعتبارات اللوجستية والإدارية لإنشاء وتشغيل مستشفيات الإسناد القتالي. يشمل التسلسلات الهرمية الطبية العسكرية، وخاصةً تنظيم القيادة الطبية المنظمة والأنظمة الإدارية التي تتعامل مع الوحدات القتالية المنتشرة وتدعمها. (انظر طب المعركة).
- إدارة وممارسة الرعاية الصحية لأفراد الخدمة العسكرية وعائلاتهم في الأماكن غير المنتشرة (وقت السلم). قد يتألف هذا (كما هو الحال في الولايات المتحدة) من نظام طبي يوازي جميع التخصصات الطبية والتخصصات الفرعية الموجودة في القطاع المدني. (انظر أيضًا الإدارة الصحية للمحاربين القدامى التي تخدم المحاربين القدامى الأمريكيين.)
- البحث والتطوير الطبي الذي يؤثر خصوصًا على مشاكل الاهتمام الطبي العسكري. تاريخيًا، شمل جميع التطورات الطبية الناشئة عن جهود البحث الطبي الموجهة نحو معالجة المشكلات التي تواجهها القوات العسكرية المنتشرة (مثل اللقاحات أو الأدوية للجنود، وأنظمة الإخلاء الطبي وكلورة المياه وغيره) والتي أثبت العديد منها في النهاية أهميته بما يتجاوز الاعتبارات العسكرية البحتة التي ألهمتهم.

## الوضع القانوني
ينخرط أفراد الخدمات الطبية العسكرية في الأعمال الإنسانية وهم «أشخاص محميون» بموجب القانون الدولي الإنساني وفقًا لاتفاقيتي جنيف الأولى والثانية وبروتوكوليهما الإضافيين، اللتين أسستا قواعد ملزمة قانونًا تضمن الحياد والحماية للجنود الجرحى أو العاملين الطبيين في الميدان أو السفن، ولمؤسسات إنسانية محددة في النزاع المسلح. لا يميز القانون الإنساني الدولي بين أفراد الخدمات الطبية المنتمين إلى القوات المسلحة (الذين يحملون رتب عسكرية) والمتطوعين المدنيين. يعتبر جميع العاملين في المجال الطبي غير مقاتلين بموجب القانون الدولي الإنساني بسبب واجباتهم الإنسانية، ولا يجوز مهاجمتهم أو أخذهم كأسرى حرب؛ لا يجوز مهاجمة المستشفيات والمرافق الطبية ووسائل النقل الأخرى المحددة على هذا النحو، سواء كانت عسكرية أو مدنية. يعد الصليب الأحمر والهلال الأحمر والكريستالة الحمراء علامات الحماية المعترف بها بموجب القانون الدولي الإنساني، ويستخدمها الأفراد العسكريون والمرافق الطبية العسكرية لهذا الغرض. تعتبر مهاجمة أفراد الخدمات الطبية العسكرية، أو المرضى الذين في رعايتهم، أو المرافق الطبية أو وسائل النقل التي تحمل علامة شرعية جريمة حرب. وبالمثل، تعتبر إساءة استخدام هذه العلامات الواقية لإخفاء العمليات العسكرية جريمة حرب تتمثل في الخيانة. قد يتسلح أفراد الخدمات الطبية العسكريون عادةً بمسدسات الخدمة، بغرض الدفاع عن النفس أو الدفاع عن المرضى.

## الأهمية التاريخية
تتجاوز أهمية الطب العسكري في الجبهات القتالية علاج إصابات ساحة المعركة؛ حصد المرض في كل حرب كبرى دارت قبل أواخر القرن التاسع عشر خسائر في صفوف الجنود أكثر من أعمال العدو. ففي أثناء الحرب الأهلية الأمريكية (1860-1865) مثلًا، قُتل نحو ضعف عدد الجنود الذين قتلوا أو أصيبوا بجروح قاتلة بسبب المرض. تعتبر الحرب الفرنسية البروسية (1870-1871 ) أول نزاع تتجاوز فيه الإصابة القتالية الإصابات المرضية، على الأقل في جيش التحالف الألماني الذي فقد 3.47% من متوسط عدد أفراده في أثناء القتال و1.82% فقط بسبب المرض. ساهم الأطباء والجراحون العسكريون بشكل كبير في تطوير الرعاية الصحية المدنية في بلدان العالم الجديد، مثل أستراليا ونيوزيلندا والولايات المتحدة وكندا.